# Anchisquillopsis
Anchisquillopsis is een geslacht van kreeftachtigen uit de klasse van de Malacostraca (hogere kreeftachtigen).

## Soort
- Anchisquillopsis clevai Moosa, 1986